# Néreiszek

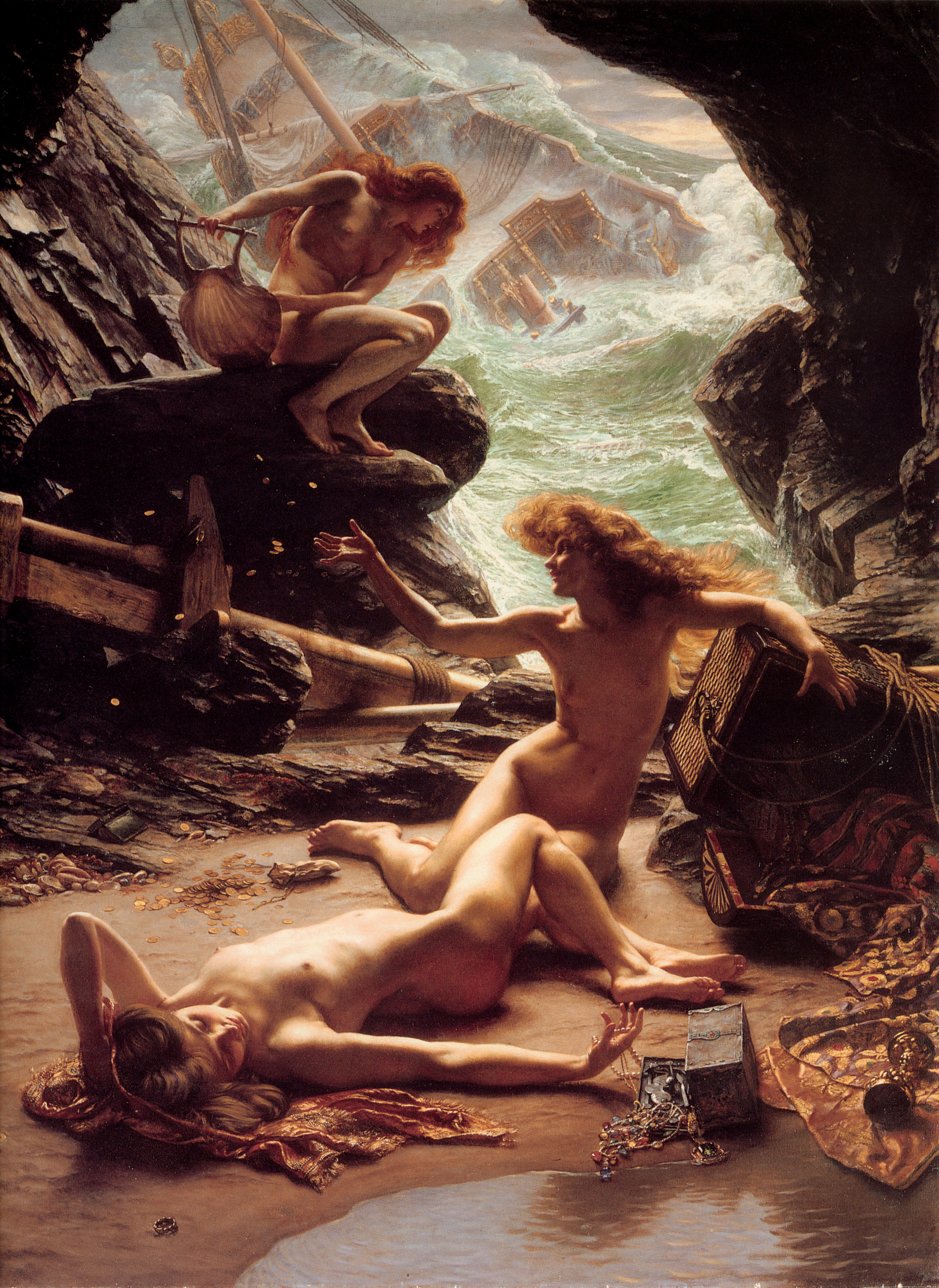
Sir Edward John Poynter: A vihar nimfáinak barlangja

A néreiszek (Νηρηίς, vagy Νηρεΐδες néreidák, Νηρηίδες néréidák) a görög mitológia szerint kék hajú, tengeri nimfák. Ők Néreusz és Dórisz ötven lánya. A tenger mélyén, ezüstös barlangokban laktak, és tánccal, zenével szórakoztatták magukat valamint a tenger többi istenét. Mint jóságos és segítőkész istennők, oltalmazták a hajósokat és gyakran kísérték útjára Poszeidónt is. Szüntelen csacsogásukról az ókori görögök úgy vélték, hogy a tenger hangját hallják.
A legnevezetesebb néreidák Thetisz, aki a halandó Péleusz felesége és Akhilleusz anyja; és Amphitrité, Poszeidón felesége.
Az Iliasz XVIII. énekében így olvashatunk róluk, amikor Thetisz együttérzőn sír a meggyilkolt Patrokloszt gyászoló Akhilleusszal:
„körülötte seregbe verődtek
Néreusz lányai mind, istennők lent a vizekben.
Ott volt Kűmodoké, Glauké, de Thaleia, Thoé is,
Nészaié, Szpeió, s a tehénszemü szép Halié is,
Kűmothoé és Aktaié s vele Limnóreia,
és Melité meg Iaira meg Amphithoé meg Agaué,
Dótó és Prótó, de Pherúsza s Dűnamené is,
Dexamené és Amphinomé s vele Kallianeira,
Dórisz meg Panopé, s a dicsőnevü szép Galateia.
Némertész s vele Apszeudész és Kallianassza;
ott volt még Ianeirával Klümené s Ianassza,
Maira meg Óreithüia s a szépfonatú Amatheia,
s minden Néreusz-lány, aki csak lent élt a vizekben.
Megtöltvén az ezüst barlangot”
(Devecseri Gábor fordítása).
Csillagászati vonatkozás: Nereida, Halimédesz, Galatea, Nészó, Szaó, Laomédeia és Pszamathé (a Neptunusz holdjai). 
A néreidák nevei, amelyek nem minden szerzőnél teljesen azonosak:
| - Agaué - Aktaia - Amphitrité: Poszeidón felesége - Arethusza: megjelenik még mint az istenek kertjét őrző heszperiszek egyike, - Autonoé - Dióné - Dótó - Dünamené - Euagora - Euarné - Eudóra - Eukranté - Eulimené - Euniké - Eupompé - Erató - Éióné - Galateia - Glauké - Glaukonomé - Halia - Halimédé - Hipponoé - Hippothoé - Kümatolégé - Kümodoké | - Kümothoé - Kümó - Laomédeia - Leiagora - Lüszianassza - Melité - Menippé - Némertész - Nészaia - Nészó - Panopeia - Paszithea - Pherusza - Plótó - Polünoé - Pontoporeia - Pronoé - Prótomédeia - Prótó - Pszamathé - Szaó - Szpeió - Themisztó - Thetisz: Péleusz felesége, Akhilleusz anyja - Thoé |  |

## Néreida galéria
|  |  |  |